# Władysław Filanowicz
Władysław Filanowicz (ur. 12 marca lub 16 października bądź 12 listopada 1887 w Odessie, zm. 16 stycznia 1969 w Dubrowniku) – komandor porucznik Marynarki Wojennej, malarz, kawaler Orderu Virtuti Militari.

## Życiorys
Władysław Filanowicz urodził się w 1887 w Odessie jako syn Piotra i Anieli. Służył w rosyjskiej marynarce wojennej. Po odzyskaniu przez Polskę w 1919 wstąpił do polskiej Marynarki Wojennej. Podczas wojny polsko-bolszewickiej służył w Kierownictwie Marynarki Wojennej, a za udział w wojnie otrzymał Order Virtuti Militari. Został awansowany do stopnia komandora porucznika ze starszeństwem z dniem 1 czerwca 1919. W 1923 i 1924 służył na stanowisku szefa Samodzielnego Referatu Planów w sztabie Kierownictwa Marynarki Wojennej. Pełnił funkcję oficera nawigacyjnego. Od 14 czerwca 1925 do 1926 sprawował funkcję komendanta Szkoły Specjalistów Morskich. W 1928 służył w Dowództwie Floty.
W pierwszej połowie lat 30. działał w komitecie redakcyjnym czasopisma „Przegląd Morski”. Na przełomie lat 20./30. pełnił funkcję dowódcy garnizonu, komendanta Portu Wojennego Gdynia. Z dniem 31 sierpnia 1935 został przeniesiony w stan spoczynku.
W pierwszym okresie lat 20. zamieszkiwał w Warszawie, następnie od 1 lutego 1927 w Gdyni, po czym od 16 października 1935 ponownie w stolicy Polski. Był wyznania rzymskokatolickiego. Jego żoną została Maria. Podjął studia na Akademii Sztuk Pięknych w Warszawie. Działał w Warszawskim Klubie Narciarskim. 
Przed 1939 wyjechał do Dubrownika, chorwackim mieście leżącym w krainie Dalmacji, na obszarze ówczesnego Królestwa Jugosławii. Tam zajmował się malarstwem. Zmarł tamże 16 stycznia 1969.

## Ordery i odznaczenia
- Krzyż Srebrny Orderu Wojskowego Virtuti Militari nr 5795 (19 października 1922)[18]
- Krzyż Oficerski Orderu Odrodzenia Polski (2 maja 1923)[19][20][21]
- Złoty Krzyż Zasługi (16 marca 1934)[22][23]
- Krzyż Kawalerski I klasy Orderu Miecza (Szwecja, zezwolenie w 1934)[24]